# Vergisson
Vergisson est une commune française située dans le département de Saône-et-Loire, en région Bourgogne-Franche-Comté.

## Géographie
Village viticole du Mâconnais.
Le territoire de la commune est limitrophe de ceux de sept autres communes :

### Climat
Pour des articles plus généraux, voir Climat de la Bourgogne-Franche-Comté et Climat de Saône-et-Loire.
En 2010, le climat de la commune est de type climat des marges montargnardes, selon une étude du Centre national de la recherche scientifique s'appuyant sur une série de données couvrant la période 1971-2000. En 2020, Météo-France publie une typologie des climats de la France métropolitaine dans laquelle la commune est dans une zone de transition entre le climat semi-continental et le climat de montagne et est dans la région climatique Bourgogne, vallée de la Saône, caractérisée par un bon ensoleillement (1 900 h/an), un été chaud (18,5 °C), un air sec au printemps et en été et des vents faibles.
Pour la période 1971-2000, la température annuelle moyenne est de 10,5 °C, avec une amplitude thermique annuelle de 17,6 °C. Le cumul annuel moyen de précipitations est de 883 mm, avec 11,2 jours de précipitations en janvier et 7 jours en juillet. Pour la période 1991-2020, la température moyenne annuelle observée sur la station météorologique de Météo-France la plus proche, « Mâcon », sur la commune de Charnay-lès-Mâcon à 6 km à vol d'oiseau, est de 12,3 °C et le cumul annuel moyen de précipitations est de 833,7 mm. 
La température maximale relevée sur cette station est de 39,8 °C, atteinte le 13 août 2003 ; la température minimale est de −21,4 °C, atteinte le 15 février 1956,,.
Les paramètres climatiques de la commune ont été estimés pour le milieu du siècle (2041-2070) selon différents scénarios d'émission de gaz à effet de serre à partir des nouvelles projections climatiques de référence DRIAS-2020. Ils sont consultables sur un site dédié publié par Météo-France en novembre 2022.

## Urbanisme

### Typologie
Au 1er janvier 2024, Vergisson est catégorisée commune rurale à habitat dispersé, selon la nouvelle grille communale de densité à sept niveaux définie par l'Insee en 2022.
Elle est située hors unité urbaine. Par ailleurs la commune fait partie de l'aire d'attraction de Mâcon, dont elle est une commune de la couronne,. Cette aire, qui regroupe 105 communes, est catégorisée dans les aires de 50 000 à moins de 200 000 habitants,.

### Occupation des sols
L'occupation des sols de la commune, telle qu'elle ressort de la base de données européenne d’occupation biophysique des sols Corine Land Cover (CLC), est marquée par l'importance des territoires agricoles (53,3 % en 2018), en diminution par rapport à 1990 (58,6 %). La répartition détaillée en 2018 est la suivante : forêts (35 %), cultures permanentes (34 %), prairies (19,3 %), milieux à végétation arbustive et/ou herbacée (6,4 %), zones urbanisées (5,2 %). L'évolution de l’occupation des sols de la commune et de ses infrastructures peut être observée sur les différentes représentations cartographiques du territoire : la carte de Cassini (XVIIIe siècle), la carte d'état-major (1820-1866) et les cartes ou photos aériennes de l'IGN pour la période actuelle (1950 à aujourd'hui).

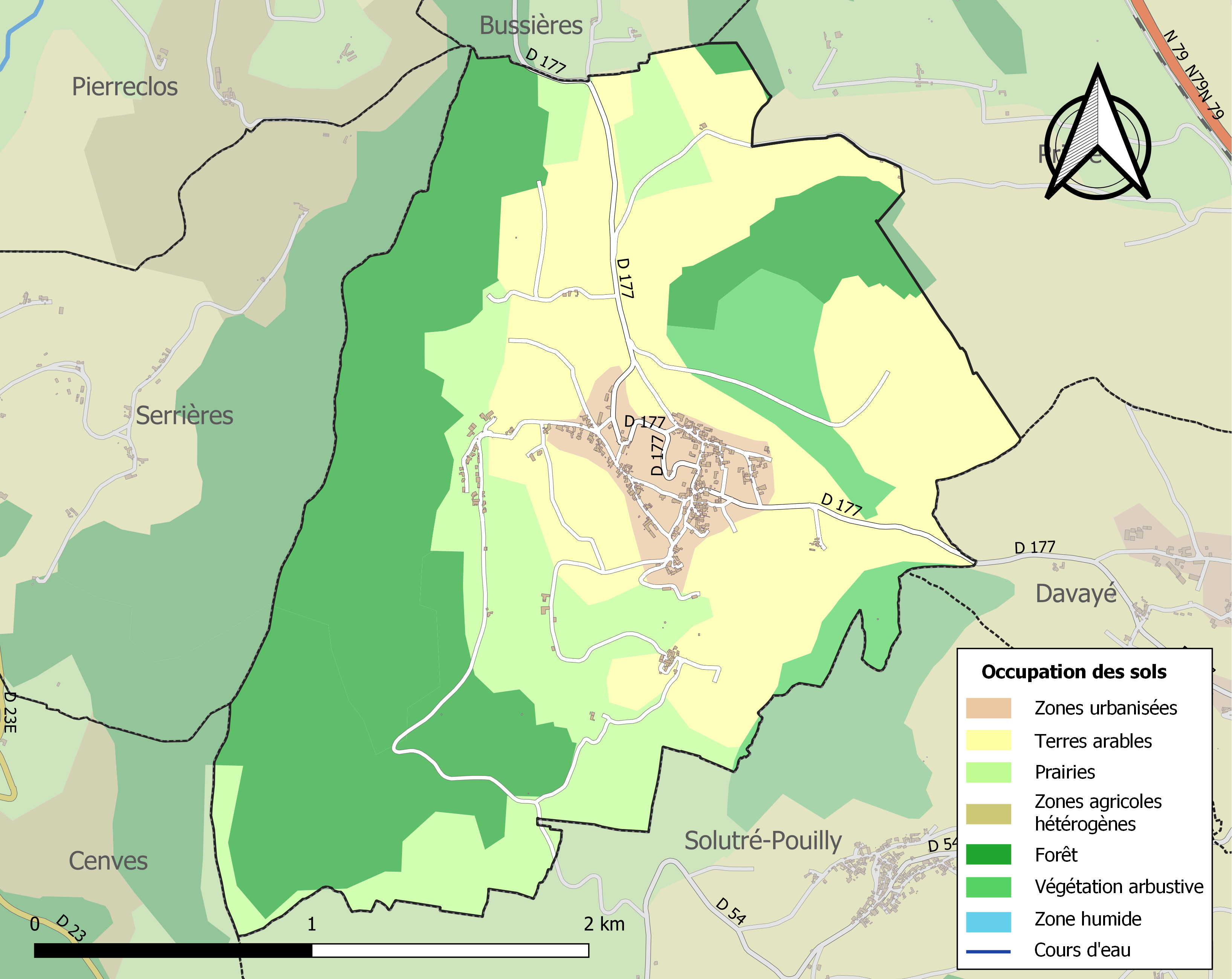
Carte des infrastructures et de l'occupation des sols de la commune en 2018 (CLC).

## Politique et administration
| Période                                  | Période                   | Identité       | Étiquette | Qualité                                                          |
| ---------------------------------------- | ------------------------- | -------------- | --------- | ---------------------------------------------------------------- |
| Les données manquantes sont à compléter. |                           |                |           |                                                                  |
| mars 1989                                | 23 mai 2020               | Roger Lassarat |           | Viticulteur                                                      |
| 23 mai 2020                              | En cours (au 22 mai 2021) | Anne Brochette |           | Assistante de direction, suppléante du député LREM Benjamin Dirx |

## Population et société

### Démographie
L'évolution du nombre d'habitants est connue à travers les recensements de la population effectués dans la commune depuis 1793. Pour les communes de moins de 10 000 habitants, une enquête de recensement portant sur toute la population est réalisée tous les cinq ans, les populations de référence des années intermédiaires étant quant à elles estimées par interpolation ou extrapolation. Pour la commune, le premier recensement exhaustif entrant dans le cadre du nouveau dispositif a été réalisé en 2007.

En 2022, la commune comptait 233 habitants, en évolution de −8,27 % par rapport à 2016 (Saône-et-Loire : −1,06 %, France hors Mayotte : +2,11 %).
| 1793 | 1800 | 1806 | 1821 | 1831 | 1836 | 1841 | 1846 | 1851 |
| ---- | ---- | ---- | ---- | ---- | ---- | ---- | ---- | ---- |
| 464  | 397  | 487  | 484  | 494  | 502  | 475  | 461  | 446  |

| 1856 | 1861 | 1866 | 1872 | 1876 | 1881 | 1886 | 1891 | 1896 |
| ---- | ---- | ---- | ---- | ---- | ---- | ---- | ---- | ---- |
| 420  | 440  | 435  | 420  | 469  | 469  | 448  | 443  | 434  |

| 1901 | 1906 | 1911 | 1921 | 1926 | 1931 | 1936 | 1946 | 1954 |
| ---- | ---- | ---- | ---- | ---- | ---- | ---- | ---- | ---- |
| 391  | 386  | 381  | 353  | 332  | 295  | 294  | 279  | 284  |

| 1962 | 1968 | 1975 | 1982 | 1990 | 1999 | 2006 | 2007 | 2012 |
| ---- | ---- | ---- | ---- | ---- | ---- | ---- | ---- | ---- |
| 285  | 282  | 245  | 245  | 257  | 247  | 241  | 240  | 237  |

| 2017 | 2022 | - | - | - | - | - | - | - |
| ---- | ---- | - | - | - | - | - | - | - |
| 255  | 233  | - | - | - | - | - | - | - |

### Cultes
Vergisson appartient à l'une des sept paroisses composant le doyenné de Mâcon (doyenné relevant du diocèse d'Autun, Chalon et Mâcon) : la paroisse Saint-Vincent en Val-Lamartinien, paroisse qui a son siège à La Roche-Vineuse et qui regroupe quinze communes du Mâconnais.

## Culture locale et patrimoine

### Lieux et monuments
- Roche de Vergisson.
- Menhir de Chancerons.

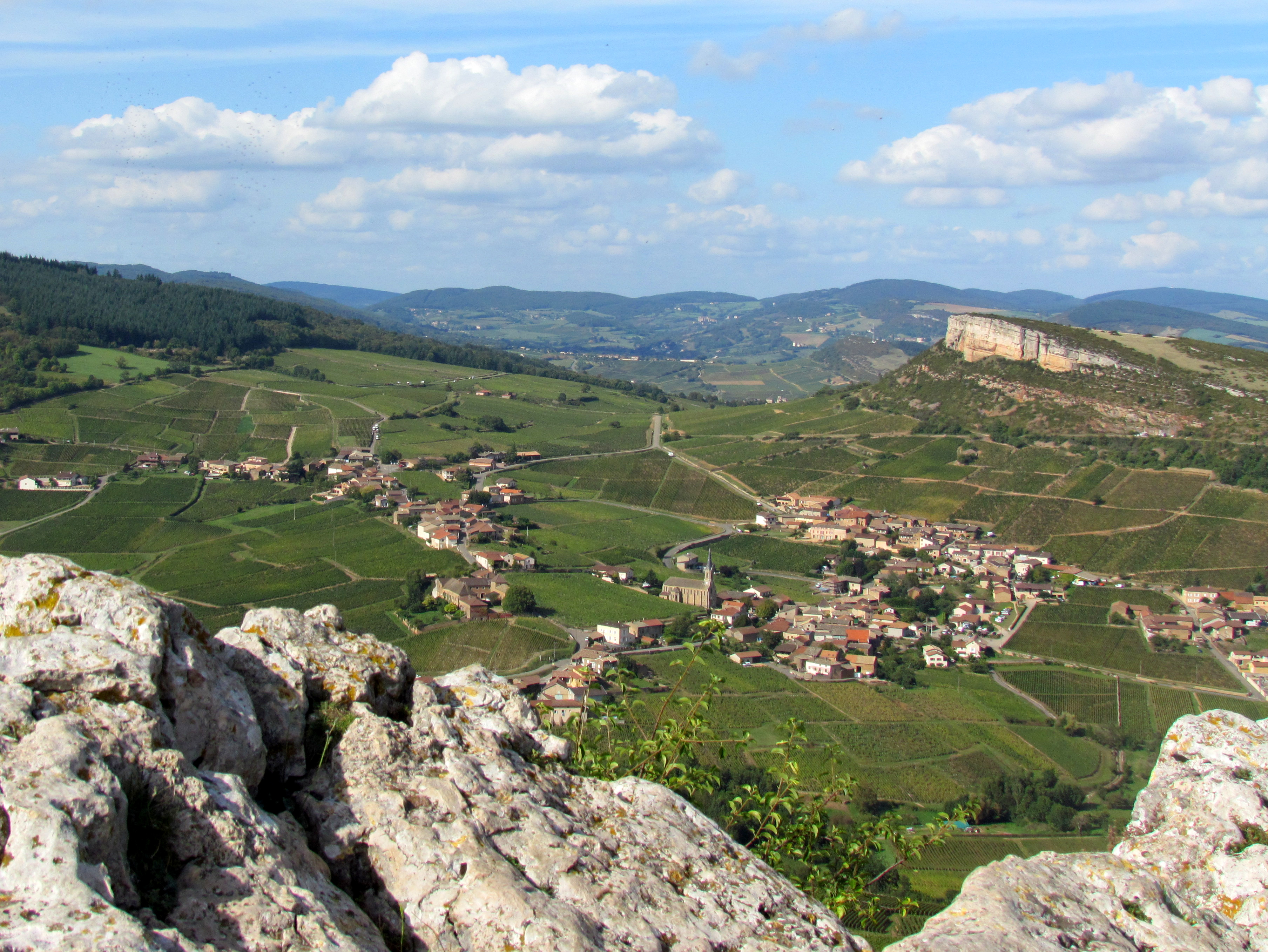
Vue sur le village depuis le sommet de la Roche de Solutré.
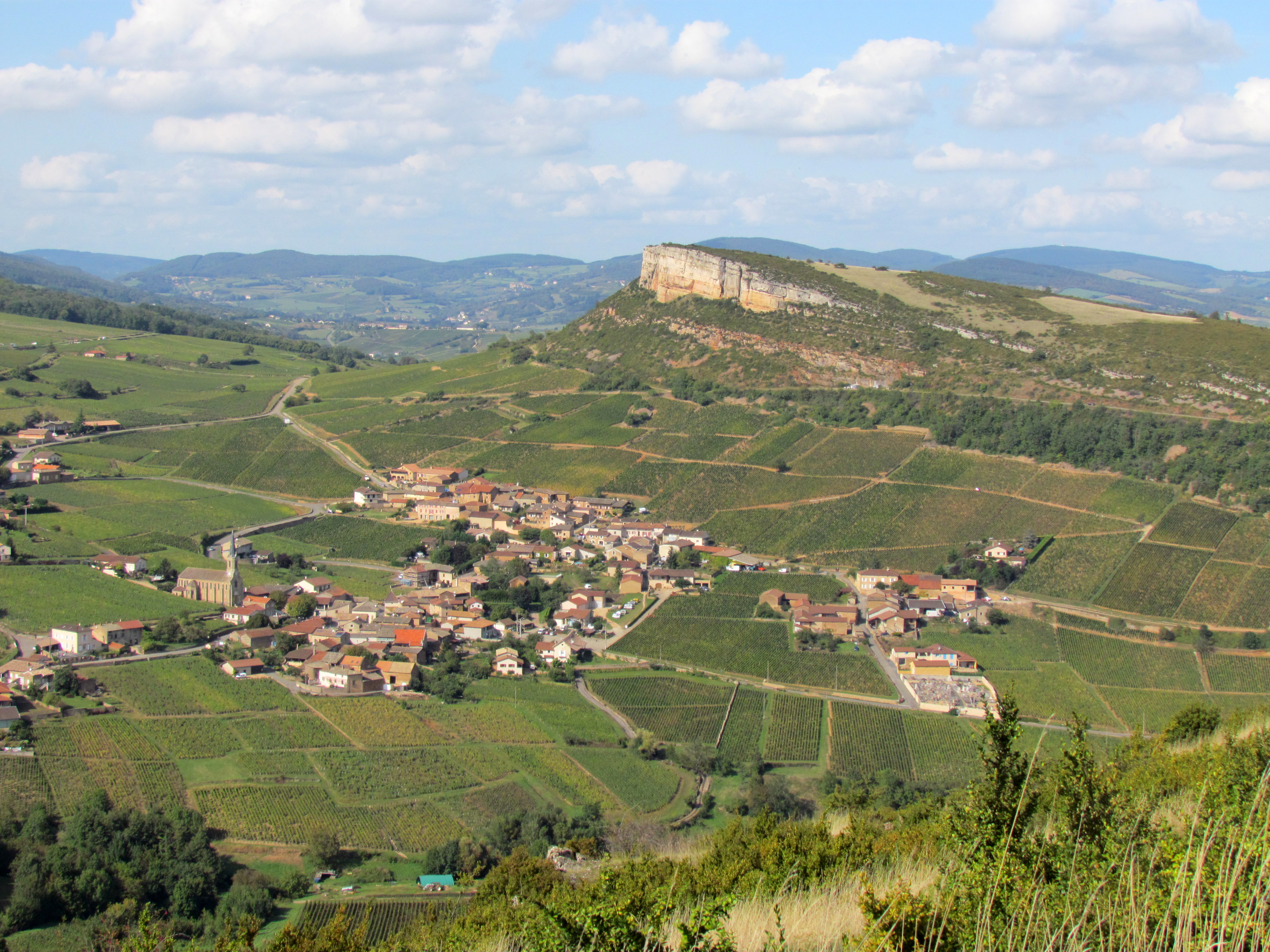
Vue sur le village et la roche de Vergisson.
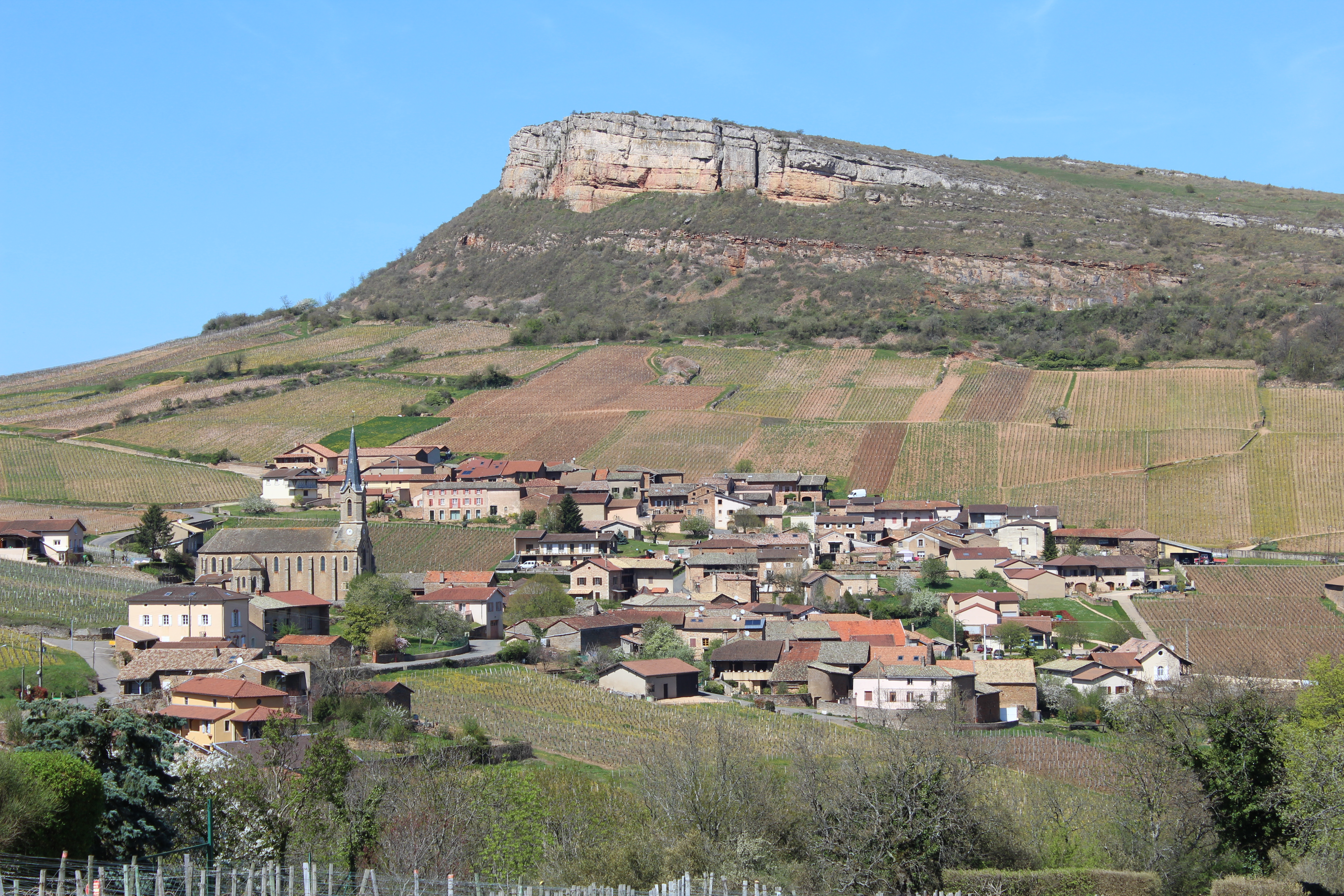
Vue depuis le menhir de Chancerons.
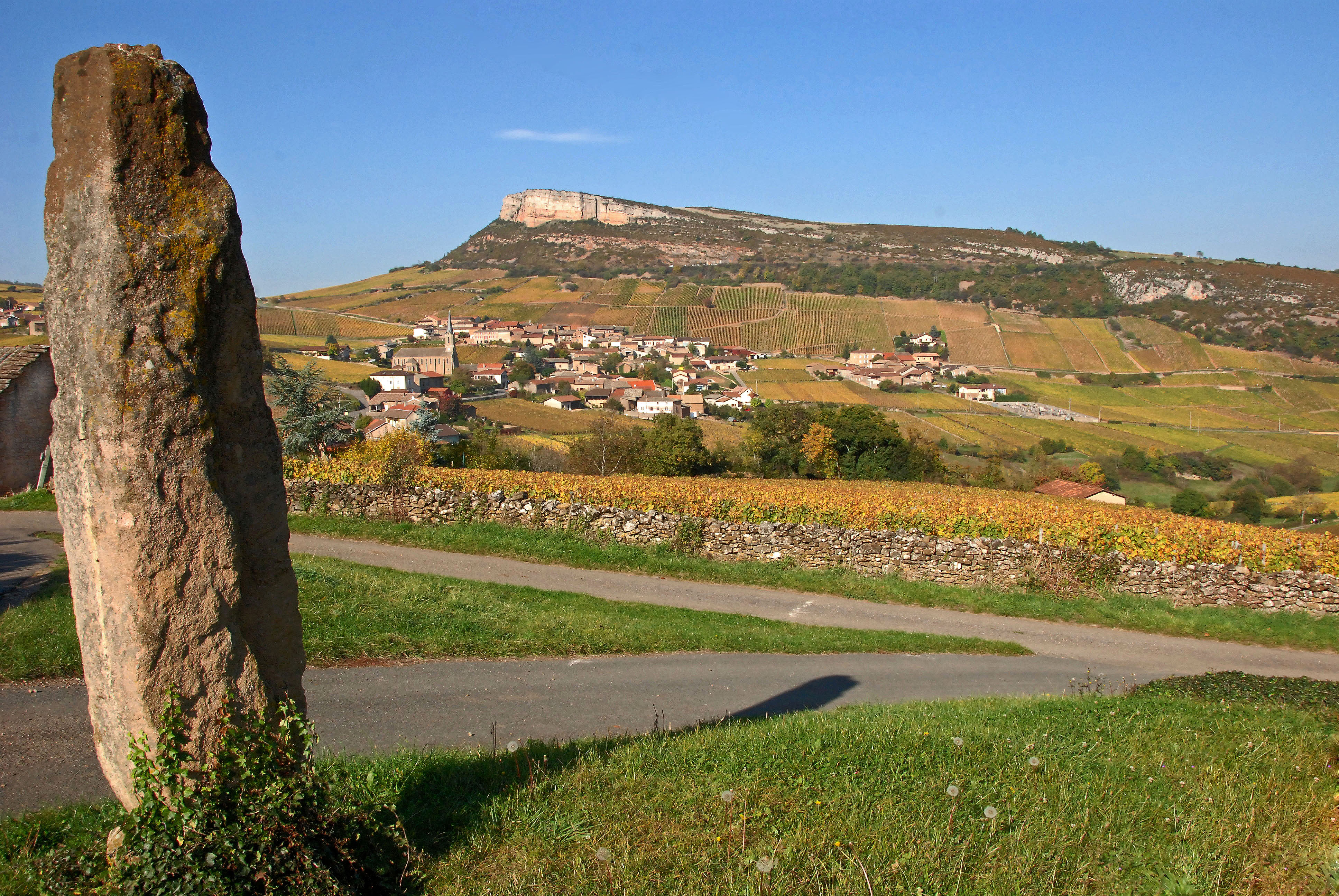
« Menhir » de Chancerons.
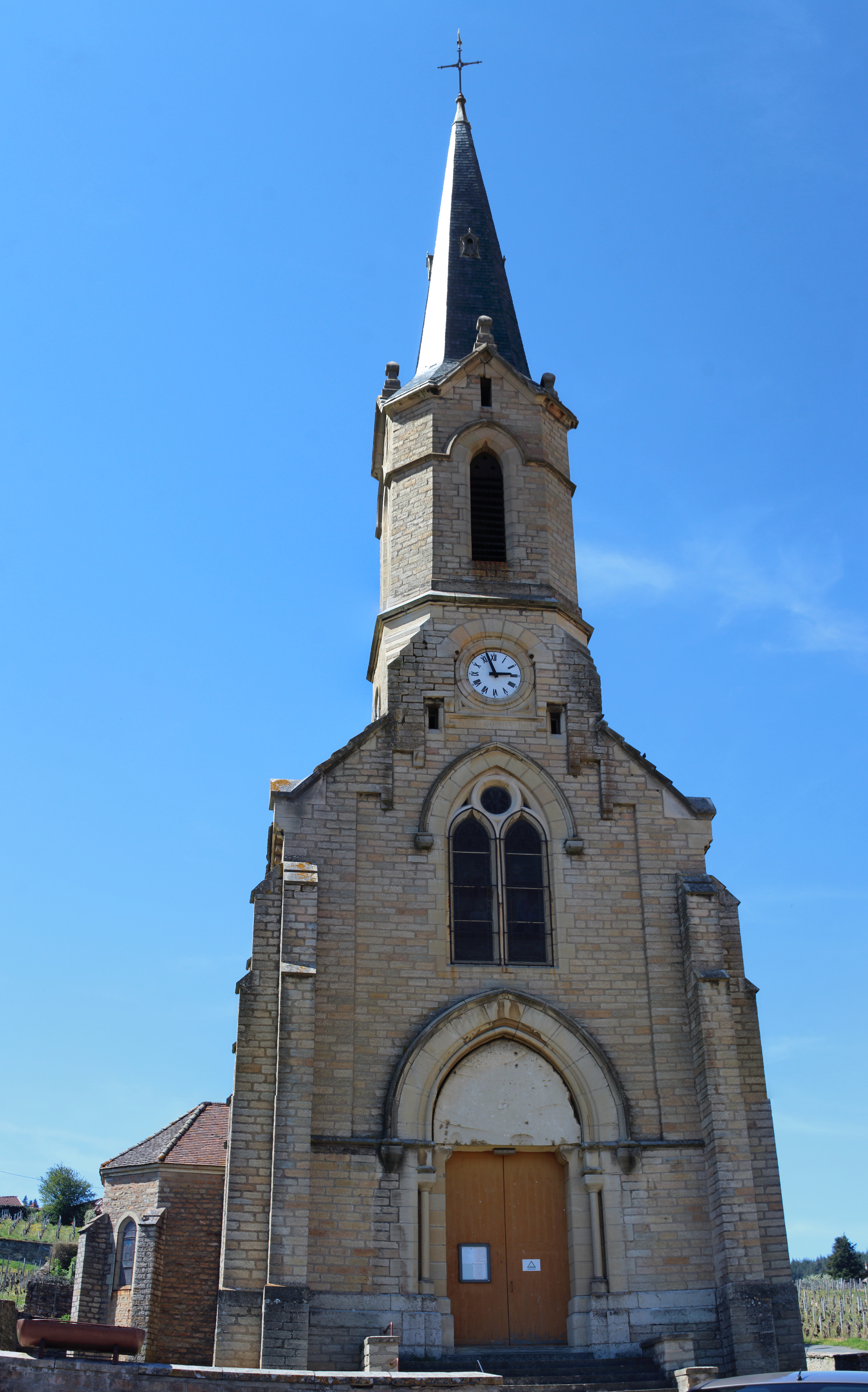
Église Saint-Martin.
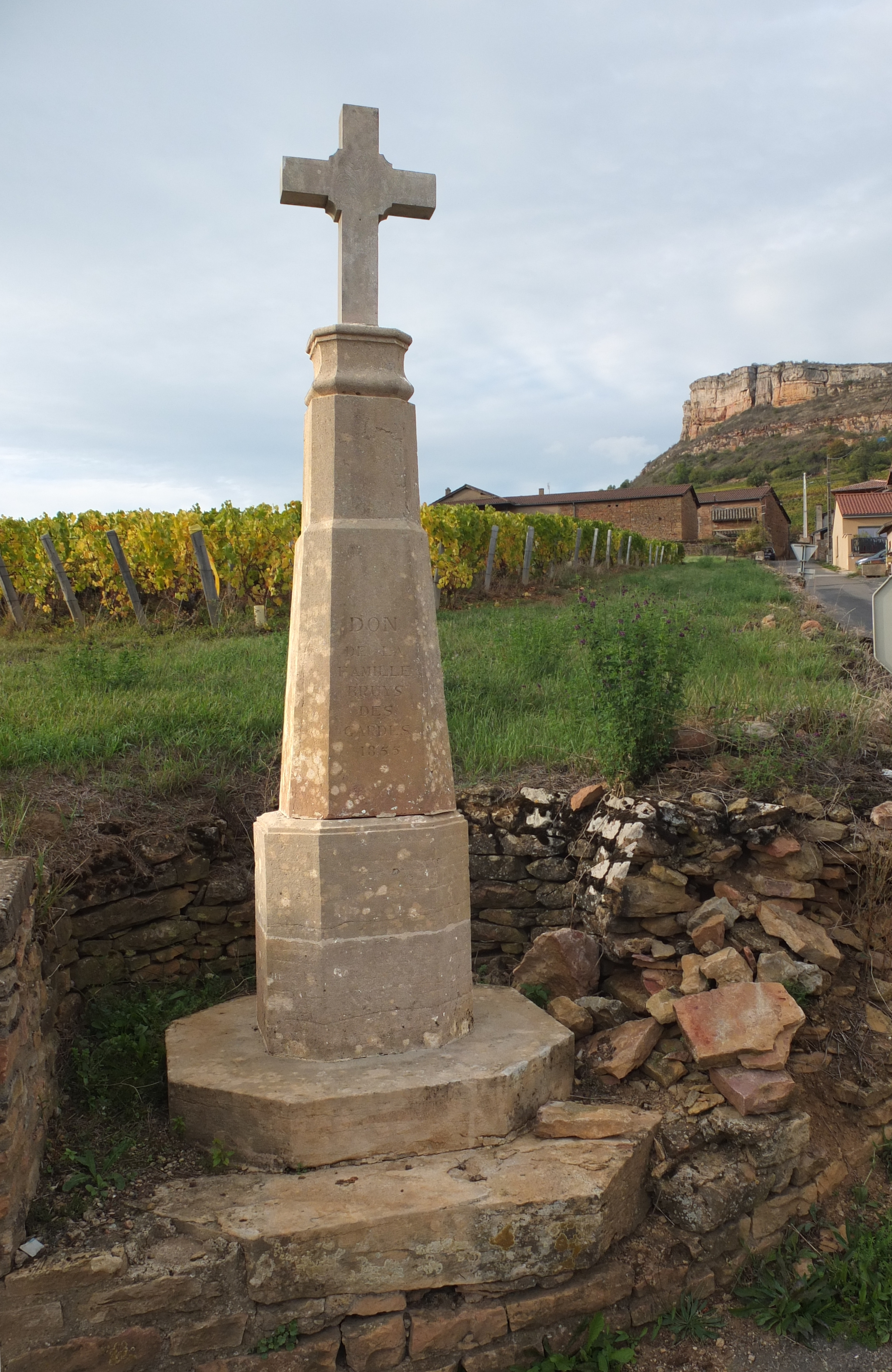
Croix de chemin (1855).

### Vignobles

Les vignobles du Mâconnais.

### Personnalités liées à la commune
- Jacques Reverchon (1750-1828), homme politique.

### Héraldique
| Blason de Vergisson | Blason  | D'argent à quatre cœurs de gueules appointés en croix, au chef d'or* à trois bandes de sinople.                    |
| Blason de Vergisson | Détails | * Il y a là non-respect de la règle de contrariété des couleurs : ces armes sont fautives (or sur argent). Adopté. |

## Pour approfondir